# Pommier-de-Beaurepaire
Pommier-de-Beaurepaire is een gemeente in het Franse departement Isère (regio Auvergne-Rhône-Alpes) en telt 583 inwoners (1999). De plaats maakt deel uit van het arrondissement Vienne.

## Geografie
De oppervlakte van Pommier-de-Beaurepaire bedraagt 19,0 km², de bevolkingsdichtheid is 30,7 inwoners per km².
De onderstaande kaart toont de ligging van Pommier-de-Beaurepaire met de belangrijkste infrastructuur en aangrenzende gemeenten.

## Demografie
Onderstaande figuur toont het verloop van het inwonertal (bron: INSEE-tellingen).